# Ігри на підлозі
«Ігрови́й по́верх» (англ. Floor Games) — книга англійського письменника Герберта Уеллса, написана у 1911 році.
У цьому легковажному томі в жартівливо-диктаторському тоні стверджується, що «найвеселіші ігри вдома для хлопчиків і дівчаток вимагають підлоги». Проілюстрований фотографіями та малюнками, він коротко описує низку ігор, у які можна грати на «добре освітлених і провітрених» підлогах із «чотирма основними групами» іграшок: солдати заввишки близько двох дюймів (Веллс шкодує про «прокляття мілітаризму», через яке важко знайти цивільних героїв), великі дерев'яні цеглини, дошки та бруси і рухомий склад електричної залізниці та рейки. Різноманітні зауваження показують, що книга заснована на досвіді Веллса, який грав у такі ігри зі своїми двома синами, Джорджем Філіпом «Гіпом» Веллсом (1901  –  1985) і Френком Річардом Веллсом (1903  –  1982), ідентифікованих тут лише за ініціалами в їхньому сімейному будинку, 17 Church Row, у північно-західному районі Лондона Гемпстед.
Хоча «Ігри на підлозі» часто характеризують як «книгу-супутник» Веллса «Маленькі війни» (1913), попередня книга була задумана як окремий том, щоб автор міг пізніше написати книгу, присвячену виключно військовим іграм. «Ігри на підлозі» описують переважно спеціальні ігри для маленьких дітей, тоді як «Маленькі війни» описує військові ігри для дітей старшого віку та дорослих.
Веллс описує, як дошки та брвски можна використовувати для створення різноманітних уявних географій, щоб грати у «гру чудових островів», у якій підлога є морем, створювати обстановку для «міст-побратимів» (щоб дозволити його двом синам бути певною мірою незалежності у своїх творіннях), або здійснювати інженерні проєкти (він досить детально описує будівництво фунікулерів).
Під час Другої світової війни іграшкові солдатики, які надихнули Floor Games і Little Wars, були серед майна, конфіскованого через його пацифізм поліцією у сина Веллса (від Ребекки Вест) Ентоні Веста.
«Ігри на підлозі» вважалися попередником не лише навчання через гру, але й невербальної дитячої психотерапії. Разом із «Маленькими війнами» книга часто перевидавалася. Нещодавнє видання книги було опубліковано Skirmisher Publishing LLC у 2006 році та містить передмову гіганта ігрового дизайну Джеймса Ф. Даннігана та вступ дизайнера і автора ігор Майкла Дж. Варголи.